# Mélissa Camara
Mélissa Camara (nascida a 27 de Novembro de 1991) é uma política francesa que foi eleita pela primeira vez como membro do Parlamento Europeu em 2024.
Faz parte do Grupo dos Verdes e da Comissão dos Direitos das Mulheres e da Igualdade de Género.